# Telebasis farcimentum
Telebasis farcimentum – gatunek ważki z rodziny łątkowatych (Coenagrionidae).